# Charge à l'essieu

Panneau routier français de limitation de charge à l'essieu.

Dans le domaine du transport, la charge à l'essieu, ou charge par essieu, est la charge maximale qui peut être admise sur chaque essieu du véhicule en fonction des caractéristiques de l'infrastructure de transport. Cette charge dépend du poids total du véhicule, du nombre d'essieux et de la disposition de ceux-ci sur la longueur du véhicule. Cette notion est importante pour la maintenance des réseaux de transport terrestres, tant routiers que ferroviaires, et fait généralement l'objet de réglementation.

## Prescriptions réglementaires en France concernant la charge à l'essieu sur les routes
Les prescriptions relatives au poids des essieux sont définies en France par le Code de la route et, plus précisément, par ses articles R. 312-5 et R. 312-6. Ce sont actuellement les suivantes :

### Essieux isolés
L'essieu le plus chargé d'un véhicule ou d'un élément de véhicule ne doit pas supporter une charge supérieure à 13 tonnes. Cette valeur est essentielle puisque l’essieu jumelé de 13 t (130 kN) est l’essieu de référence pour la méthode française de dimensionnement des chaussées.

### Essieux groupés
Sur les véhicules ou éléments de véhicules comportant plus de deux essieux, la charge de l'essieu le plus chargé appartenant à un groupe d'essieux ne doit pas, en fonction de la distance séparant deux essieux consécutifs de ce groupe, dépasser les valeurs suivantes : 
| Distance entre deux essieux consécutifs (e) | Charge de l'essieu le plus chargé                                                                                               |
| ------------------------------------------- | --- |
| e < 0,90 m                                  | 7,350 tonnes |
| 0,90 m ≤ e < 1,35                           | 7,350 tonnes majorées de 0,35 tonne par tranche de 5 centimètres de la distance entre les deux essieux diminuée de 0,90 mètre ; |
| 1,35 m ≤ e < 1,80                           | 10,5 tonnes. |

Toutefois, la charge maximale de l'essieu moteur appartenant à un groupe de deux essieux d'un véhicule à moteur peut être portée à 11,5 tonnes, à condition que la charge totale du groupe ne dépasse pas, en fonction de la distance séparant les deux essieux, les valeurs suivantes  : 
| Distance entre deux essieux consécutifs (e) | Charge maximale de l'essieu moteur |
| ------------------------------------------- | --- |
| e < 0,90 m                                  | 13,15 tonnes |
| 0,90 m ≤ e < 1,0 m                          | 13,15 tonnes majorées de 0,65 tonne par tranche de 5 centimètres de la distance entre les deux essieux diminuée de 0,90 mètre;                                                              |
| 1,0 m ≤ e < 1,35                            | La plus grande des deux valeurs suivantes : - 13,15 tonnes majorées de 0,65 tonne par tranche de 5 centimètres de la distance entre les deux essieux diminuée de 0,90 mètre ; - 16 tonnes ; |
| 1,35 m ≤ e < 1,80                           | 19 tonnes ; |

## Prescriptions réglementaires en Europe sur la charge à l'essieu routière

### Prescriptions par pays
Les prescriptions relatives au poids des essieux en Europe étaient en 2005 les suivantes (des données plus récentes sont disponibles grâce à l'ITF ici:) 
| Pays          | Poids par essieu porteur | Poids par essieu moteur | Camion à 2 essieux | Camion à 3 essieux               | Camion à 4 essieux               | Camion à 5 essieux et + | Ensemble articulé de 5 essieux et + |
| ------------- | ------------------------ | ----------------------- | ------------------ | -------------------------------- | -------------------------------- | ----------------------- | ----------------------------------- |
| Allemagne     | 10                       | 11,5                    | 18                 | 26                               | 36                               | 40                      | 40                                  |
| Autriche      | 10                       | 11,5                    | 18                 | 25                               | 36                               | 38 (2)                  | 38                                  |
| Azerbaïdjan   | 10                       |                         | 18                 | 25                               | 36                               | 38                      | 38                                  |
| Belgique      | 10                       | 12                      | 19                 | 26                               | 39                               | 44                      | 44                                  |
| Bulgarie      | 10                       | 10 / 11,5               | 16                 | 26                               | 36                               | 40                      | 40                                  |
| Croatie       | 10                       |                         |                    |                                  |                                  |                         |                                     |
| Danemark      | 10                       | 10/11,5                 | 18/19              | 24/26                            | 38                               | 40/44                   | 40/48                               |
| Espagne       | 10                       | 11,5                    | 18                 | 26                               | 36                               | 40                      | 40                                  |
| Estonie       | 10                       | 11,5                    | 18                 | 26                               | 36                               | 40                      | 40                                  |
| Finlande      | 10                       | 11,5                    | 18                 | 26                               | 38                               | 60                      | 48                                  |
| France        | 13                       | 13                      | 19                 | 26                               | 38                               | 40/44                   | 40/44                               |
| Géorgie       | 10                       | -                       | 18                 | 38                               |                                  |                         |                                     |
| Grèce         | 10                       | 11,5                    | 18                 | 26                               | 36                               | 40                      | 40                                  |
| Hongrie       | 10                       | 11                      | 20                 | 24                               | 36                               | 40                      | 40                                  |
| Irlande       | 10                       | 10,5                    | 17                 | 26                               | 35                               | 40                      | 40                                  |
| Islande       | 10                       | 11,5                    | 18                 | 26                               | 37                               | 40                      | 44                                  |
| Italie        | 12                       | 12                      | 18                 | 26 et 33 tonnes en mezzo d'opéra | 32 et 41 tonnes en mezzo d'opéra | 44                      | 44 et 56 tonnes en mezzo d'opéra    |
| Lettonie      | 10                       | 11,5                    | 18                 | 25                               | 36                               | 40                      | 40                                  |
| Liechtenstein | 10                       | 11,5                    | 18                 | 26                               | 36                               | 40                      | 40                                  |
| Lituanie      | 10                       | 11,5                    | 18                 | 26                               | 36                               | 40                      | 40                                  |
| Luxembourg    | 10                       | 12                      | 19                 | 26                               | -                                | 44                      | 44                                  |
| Moldavie      | 10                       | 10                      | 16                 | 24                               | 36                               | 40                      | 40                                  |
| Norvège       | 10                       | 11,5                    | -                  | 26                               | -                                | 50                      | 47                                  |
| Pays-Bas      | 10                       | 11,5                    | 21,5               | 33                               | 40                               | 50                      | 50                                  |
| Pologne       | 10                       | 11,5                    | 19,5               | 29,5                             | 37                               | 40                      | 40                                  |
| Portugal      | 10                       | 12                      | 19                 | 26                               | 38                               | 40                      | 40                                  |
| Rép. Slovaque | 10                       | 11,5                    | 18                 | 26                               | 40                               | 40                      | 40                                  |
| Rép. Tchèque  | 10                       | 11,5                    | 18                 | 25/26                            | 36                               | 42                      | 42                                  |
| Roumanie      | 11                       | 18                      | 24                 | 34                               | 40                               | 40                      |                                     |
| Royaume-Uni   | 10                       | 11,5                    | 18                 | 26                               | 36                               | 40                      | 40                                  |
| Russie        | 10                       | 18                      | 25                 | 36                               | 38                               | 38                      |                                     |
| Slovénie      | 10                       | 11,5                    | 18                 | 25                               | 40                               | 40                      |                                     |
| Suède         | 10                       | 11,5                    | 18                 | 26                               | -                                | 60                      | 60                                  |
| Suisse        | 10                       | 11,5                    | 18                 | 25                               | 34                               | 40                      | 40                                  |
| Turquie       | 10                       | 11,5                    | 18                 | 25                               | 36                               | 40                      | 40                                  |

### Déplacements trans-européens
La mise en place du marché unique a donné une acuité particulière au problème de la variabilité des réglementations entre pays, en même temps qu’elle a apporté une base institutionnelle pour cette harmonisation. Après de nombreuses années de tentatives infructueuses, ce nouveau contexte a enfin permis une avancée significative, concrétisée dans la directive 85/3/CEE du 19 décembre 1984 relative aux véhicules de plus de 3,5 t de masse maximale en charge.
Elle prescrit aux états membres de ne pas interdire la circulation sur leur territoire de véhicules respectant les seuils ci-après.
La charge maximale par essieu dépend si celui-ci est moteur ou porteur : 
- essieu non moteur simple : 10 t,
- essieu moteur : 11,5 t.

Il en résulte que s’il n’y a qu’un « essieu français », l’essieu de 13 t, on peut parler de deux « essieux européens », l’un relatif aux essieux moteurs, de 11,5 t, l’autre relatif aux essieux non moteurs, de 10 t ;
La masse totale d’un essieu tandem de remorque ou semi-remorque est la suivante (e étant l'écartement entre essieux):
| Distance entre deux essieux consécutifs (d) | masse totale |
| ------------------------------------------- | ------------ |
| e < 1 m                                     | 11 tonnes    |
| 1 m ≤ e < 1,30 m                            | 16 tonnes ;  |
| 1,3 m ≤ e < 1,80 m                          | 18 tonnes.   |
| 1,8 m ≤ e                                   | 20 tonnes.   |

Les amendements ultérieurs de la directive de 1984 n’ont pas modifié les seuils ci-dessus.

## Impact de la charge à l'essieu sur la chaussée
Sur route, l'usure du revêtement augmente très rapidement avec celle de la charge à l'essieu. Selon une étude américaine (AASHO Road Test (en)) elle varie comme la puissance quatrième du rapport des charges appliquées sur les essieux.
Cela a conduit, en France, à créer la taxe à l'essieu qui fait participer les véhicules à l'entretien des routes au pro rata de leur participation à son usure. Celle-ci incite également les constructeurs de poids lourds à en augmenter le nombre d'essieux pour minimiser les coûts, exemple de cercle vertueux apporté par la vérité des prix.

## Charge à l'essieu ferroviaire
Dans le domaine ferroviaire, les limitations sur la charge à l'essieu sont plus élevées. Elles évoluent généralement entre 12 t par essieu pour les trams-trains ou les voitures de type Corail, 17 t par essieu pour les trains à grande vitesse et même 20 t pour certains trains voyageurs plus récents (Régio2N). Les trains de fret ainsi que les locomotives sont quant à eux limités sur les lignes D4 à 22,5 t par essieu .
L'incidence de ces charges sur la pérennité de l'infrastructure ferroviaire, et notamment sur les ponts-rails, dépend non seulement de la charge par essieu, mais également de l'espacement entre les différents essieux et de la vitesse des circulations. A contrario, les charges les plus faibles autorisent des vitesses plus élevées comme pour les automoteurs thermiques ou électriques qui ne dépassent pas les 17t de charge à l'essieu ; il est alors fait usage de tableaux de type "C" (en forme de col) seuls ou groupés pour signaliser cette particularité sur le terrain.